# Leithakalk

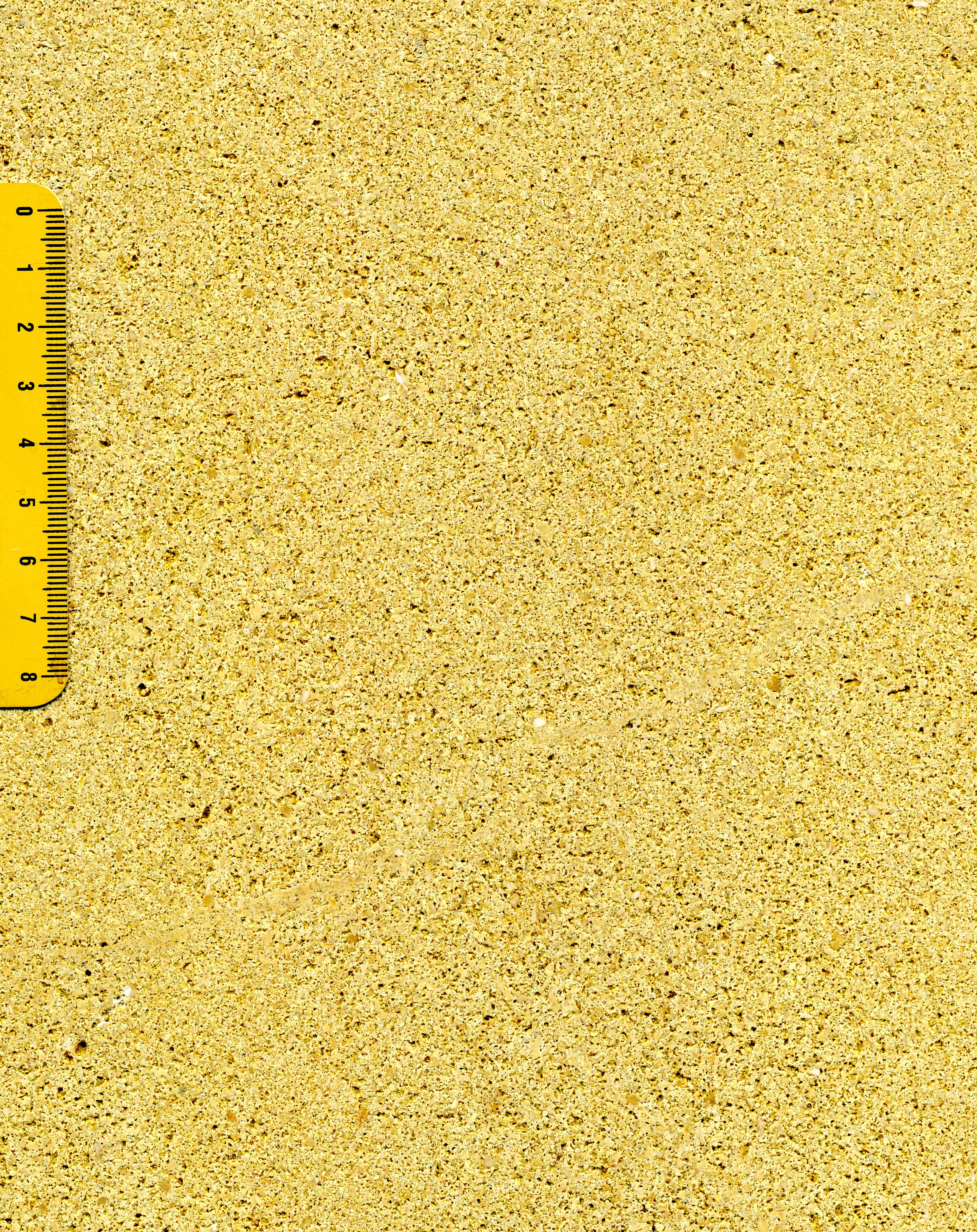
Steinoberfläche des St. Margarethener Kalksteins, ein Leithakalk

Der Leithakalk ist eine Gruppenbezeichnung verschiedener heller Kalksteine, der nach dem Leithagebirge in Ostösterreich benannt ist. Sie findet sowohl in den Geowissenschaften als auch im Wirtschaftssektor der Gesteinsgewinnung als Fachbegriff Verwendung. Es handelt sich um Gesteinsvorkommen, die an mehreren Orten intensiv genutzt wurden und vor allem für die Architektur in Wien von großer kulturhistorischer Bedeutung im Verlaufe der Renaissance- und Barockzeit bis in den Historismus waren.

## Geologie
Die Leithakalke sind tertiäre marine Sedimente des Paratethys-Meeres im östlichen und südöstlichen Alpenvorland, die aus der Zeit des Badenium (der lokalen Zeitstufe, die dem Langhium des Miozän entspricht) stammen, und um die 16 bis 13 Millionen Jahre alt sind. In dieser Zeit zog sich die Paratethys nach einer zwischenzeitlichen Transgression (Höchststand) nördlich der Alpen wieder zurück; am Ende des Badeniums wandelte sie sich in einen Brackwassersee um. 
Damit sind die Leithakalke weitaus jünger als die typischen triassischen (um die 250–200 Mio. Jahre alten) Alpenkalke, die sich lange vor der Auffaltung der Alpen im Tethys (Ozean) abgelagert haben. Sie entstammen dem Ende der Hauptphase der alpidischen Orogenese, als die jungen Alpen und Dinariden die westliche Thetys schon in Mittelmeer und Paratethys geteilt hatten.
Teilweise werden auch die Kalke der Transgressionsphase, dem Eggenburgium, Ottnangium und Karpatium (entspricht dem Burdigalium), die bis zu 20 Millionen Jahre alt sind, zu den Leithakalken gezählt, andere Autoren lehnen das ab.

## Gesteinsbeschreibung
Der Begriff wird vergleichsweise unspezifisch in Bezug auf die zeitliche und räumliche Bildungsphase verwendet und umfasst sowohl Riffkalke, Algenkalke als auch Kalksandsteine.
Leithakalk, der zum größten Teil aus Skelettfragmenten von kalkabscheidenden Rotalgen besteht, ist ein heller, fester, zelliger Kalkstein. Pelitische (feinstkörnig-schluffige) Lagen können zwischengeschaltet sein. Der Leithakalk aus St. Margarethen ist gelblich bis beigefarben, ein Kalksandstein und stark porös. Der helle ockerfarbene Loretto-Lorettokalk kann an den punktförmigen dunklen Einsprenglingen unterschieden werden. Die Retzneier Riffkalkbank ist reich an größeren Fossilien.

## Vorkommen und Steinbrüche
Leithakalk kommt an den Rändern des Wiener und Grazer Beckens vor. Das Leithagebirge selbst besteht in seiner Grundgebirgsstruktur aus Gneis und Glimmerschiefer, mit dem vorrangig an seinen Flanken auflagernden Leithakalk.

### Burgenland
Im Burgenland wurde Leithakalk als harter bis sehr harter Kaiserstein in Kaisersteinbruch, als gut formbarer Breitenbrunner Bildhauerstein in Breitenbrunn, Lorettokalk in Loretto, und wird heute noch im benachbarten Ruster Höhenzug als St. Margarethener Kalksandstein in St. Margarethen zur Herstellung von Werksteinen abgebaut. In Müllendorf wird aus Leithakalk Kreide produziert.

### Niederösterreich
In Mannersdorf in Niederösterreich befinden sich stillgelegte Werksteinbrüche und der Leithakalk wird hier ebenfalls zur Zementherstellung gebrochen.

### Steiermark
In der Steiermark befinden sich Leithakalksteinbrüche in Aflenz bei Leibnitz, in Wildon, und früher auch in Totterfeld bei Hartberg. In Retznei wird Zement gebrannt (Lafarge Perlmoser).

## Historische Verwendung als Bau- und Bildhaustein
Der Leithakalk ist ein leicht zu bearbeitender Naturstein, er lässt sich unschwer profilieren und wird wegen seiner guten, teilweise Marmor-haften Formbarkeit von Steinmetzen und Steinbildhauern häufig verwendet.
Der Eggenburger Stein wurde nachweislich bereits in der Bronzezeit als Werkstein abgebaut. Der Kalk des Leithagebirges war bereits zur Römerzeit ein begehrter Baustein. Ein Beispiel der Verwendung ist die Römische Villa von Königshof-Ödes Kloster.
In der Renaissance und im Barock wurde dieser Stein im Kayserlichen Steinbruch am Leythaberg von italienisch-schweizerischen Meistern kunstreich bearbeitet. Daraus entstand eine Konkurrenz zum österreichischen Steinmetz und Steinbildhauer, kein italienischer Steinmetz durfte daher am gotischen Stephansdom tätig werden.
Bei vielen Bauten, in Graz beispielsweise bei der Burg am Grazer Schloßberg, dem Alten Joanneum und dem Landhaus, in Wien beispielsweise beim Stephansdom wurde dieser Stein verwendet. Im 19. Jahrhundert brachte der Bau der Wiener Ringstraße große Aufträge für sämtliche (bis zu 150) Steinbrüche des Leithagebirges.
Da Leithakalk carbonatisch gebunden ist, ist er wegen der derzeit herrschenden sauren Umwelteinflüsse Verwitterungprozessen besonders ausgesetzt.

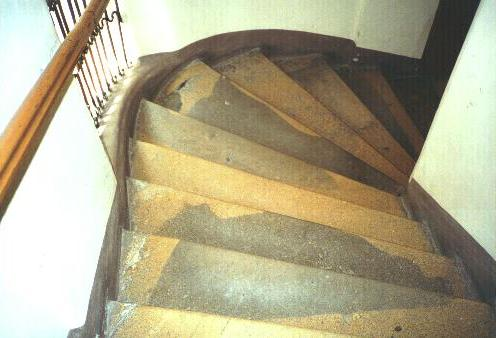
Barocke Stiege im Prälatenhof (Wien) aus Kaiserstein
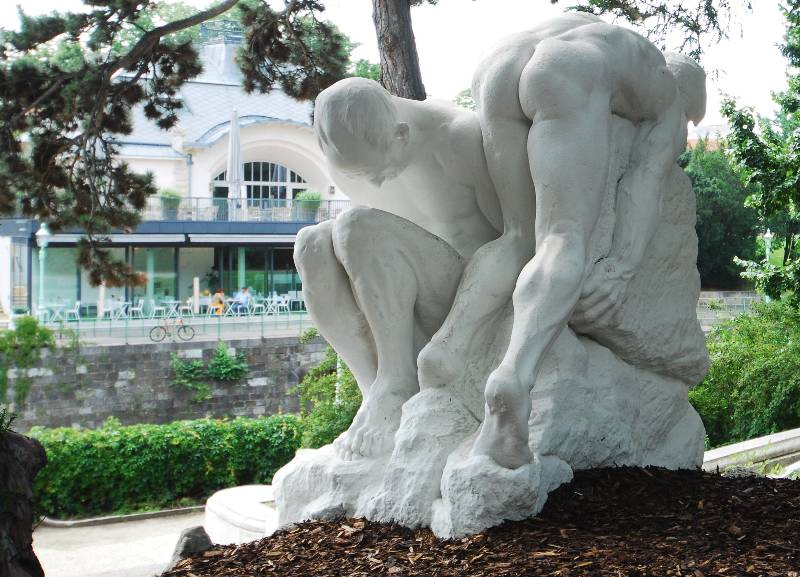
Figurengruppe des Befreiung-der-Quelle-Brunnens in Wien, von Josef Heu aus Leithakalk geschaffen
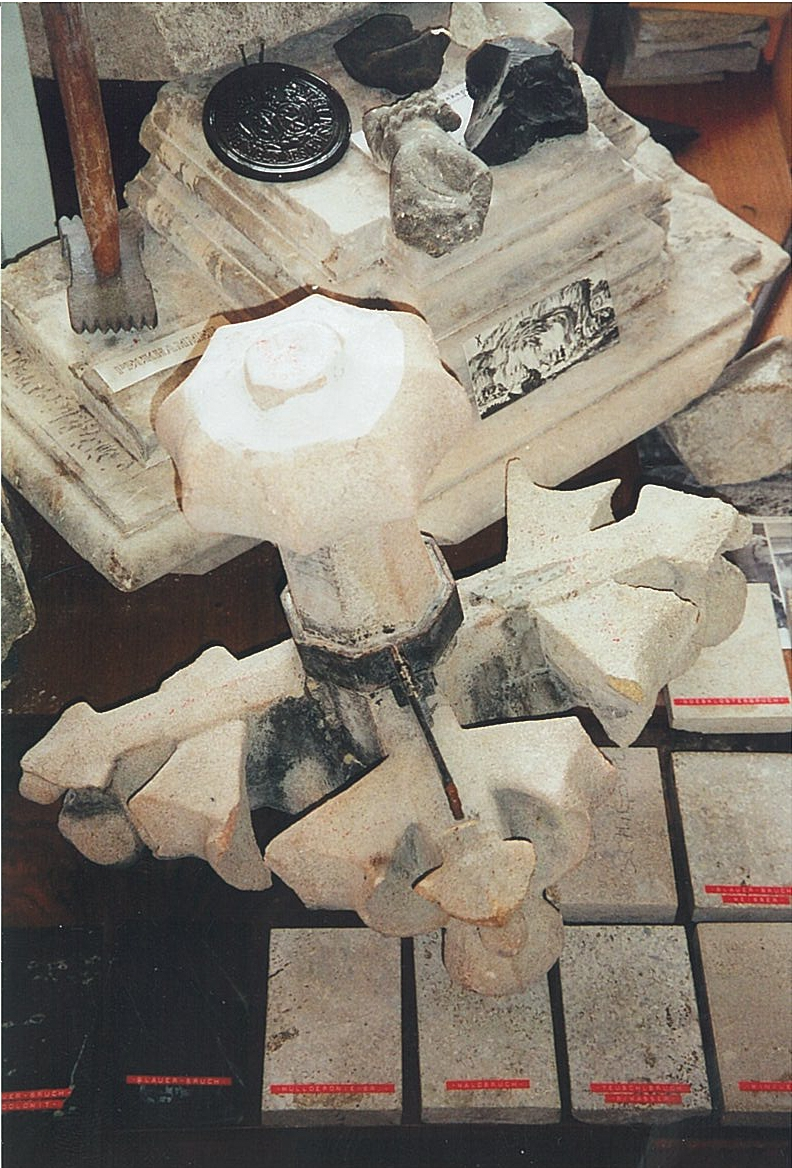
Margarethener Stein als Kreuzblume, Steinmuster im Steinmetzmuseum Kaisersteinbruch

## k.k.geologische Reichsanstalt 1868
Am 14. August 1868 übergab Steinmetzmeister Josef Sederl der k.k. geologischen Reichsanstalt (GRA) 14 Muster von den in Wien am meisten verwendeten Bausteinen mit Fischabdrücken, aus den Steinbrüchen von Margarethen drei Muster, von Loretto ebenfalls drei Muster, von Breitenbrunn und Mannersdorf je zwei Muster, von Kaisersteinbruch, von Wöllersdorf, von Lindabrunn und von Hundsheim je ein Muster. Jedes der Musterstücke ist auf einer Fläche geschliffen und poliert und auf vier Flächen glatt.